# La Boissière-des-Landes
La Boissière-des-Landes là một xã ở tỉnh Vendée trong vùng Pays de la Loire, Pháp. Xã này có diện tích 23,74 km², dân số năm 2006 là 1249 người. Xã này nằm ở khu vực có độ cao trung bình 79 mét trên mực nước biển.

## Biến động dân số
| Năm | 1962 | 1968 | 1975 | 1982 | 1990  | 1999  | 2006  |
| --- | ---- | ---- | ---- | ---- | ----- | ----- | ----- |
| Dân số | 677  | 727  | 713  | 902  | 1 036 | 1 083 | 1 249 |
| From the year 1962 on: No double counting—residents of multiple communes (e.g. students and military personnel) are counted only once. |      |      |      |      |       |       |       |